# Colors (pesma Holzi)
Colors je pesma američke pevačice i tekstopisca Holzi, sa njenog studijskog albuma Badlands (2015). Objavljena je 9. februara 2016, kao treći singl s albuma.

## Pozadina
Elektropop pesmu Colors (boje) napisali su Holzi i Dilan Bold, a producent je Dilan Vilijam. Holzi je izjavila za magazin Complex: „Plava je moja kreativna boja. Ona obuhvata mnogo toga. Ona je električna, jarka, ali isto tako i umirujuća. Takođe je vazdušasta. Plava je, za mene, jednostavno boja van ovog sveta. Ona za mene predstavlja neistraženu teritoriju”. U drugom intervjuu, Holzi tvrdi:
„Moja pesma Colors govori o vezi sa nekim, i kako njihove iskre lagano isparavaju i kako boje blede, bilo da su podlegli narkoticima ili nekom drugom negativnom uticaju koji ih odvaja od vesele i živahne osobe koja su nekada bili. Vidimo kako blede i stapaju se u sivilo, i želimo da ponovo budu ono što su nekad bili”.
Dana 21. januara 2016, Holzi je na društvenoj mreži Tviter objavila ilustraciju singla. Delo je naslikano na zgradi u naselju Vilijamsburg u Bruklinu. Na slici se nalazi silueta osobe koja stoji ispred tamne, zelene pozadine. Oko figurine glave se nalazi eksplozija ljubičaste boje, kao referenca na stihove pesme. 

## Spot
Spot je režirao Tim Matia, i objavljen je 2. februara 2016. godine. Pre njegovog objavljivanja, Holzi je objavila dva kratka promotivna snimka na svom Fejsbuk i Tviter nalogu. Takođe je objavila da će premijera spota biti 2. februara 2016, i da će sa njom glumiti poznati glumac Tajler Pozi.
Javnost je uglavnom pozitivno komentarisala spot. Kritike su uglavnom bile usmerene na neobični preokret spota. Magazin Nylon je uporedio „sanjivu prirodu” pesme sa turbulentno pričom spota.

## Nastupi uživo
Holzi je promovisala pesmu Colors na više živih nastupa, uključujući šou Džimi Kimel Lajv i Boston Koling festival.